# مارتین ارلیچ
مارتین ارلیچ (انگلیسی: Martin Erlić؛ زادهٔ ۲۴ ژانویهٔ ۱۹۹۸) بازیکن فوتبال اهل کرواسی است.
از باشگاه‌هایی که در آن بازی کرده‌است می‌توان به باشگاه فوتبال پارما اشاره کرد.
وی همچنین در تیم‌ ملی فوتبال کرواسی بازی کرده‌است.